# 外族中心主義
外族中心主义（英語：xenocentrism）是一种对其他民族文化和社会的文化习俗的偏好，例如某人更偏好其他民族文化的生活方式和饮食习惯，而非本民族的。 一个典型的例子是18世纪欧洲艺术、哲学和人种学的原始主义运动中对所谓高贵野蛮人的浪漫化。 外族中心主义与民族中心主义完全相反，民族中心主义认为自己的社会比其他社会优越，而外族中心主义反之。  

## 词源
“外族中心主义”一词是由美国社会学家唐纳德·P·肯特和罗伯特·G·伯奈特在1952年发表于《美国社会学杂志》的论文《复杂社会中的群体中心主义》中所提出的。
肯特和伯奈特指出，外族中心主义是由三个可能的因素造成的：
- 与外国有家庭关系的个人，特别是第二或第三代移民；
- 反对本国政治选择的个人，这方面的一个例子是美国共产党，该党过于理想化了苏联；
- 接触到其他文化并对自己的社会越来越不满，随后反叛的个人。 [4]

这个术语在学术上仍然是晦涩难懂的，但被认为是有用的，偶尔也被其他社会学家使用。 佛罗里达大学将其视为社会学的一个关键术语。 
该术语与19世纪美国社会学家威廉·格雷厄姆·萨姆纳创造的民族中心主义一词相反，民族中心主义描述了个体将自己民族文化的价值观和信仰置于他者的价值观和信仰之上的自然倾向。

## 例子

### 消费者外族中心主义
雷内·邓蒂斯·穆勒（Rene Dentiste Mueller）和阿曼达·布罗德里克（Amanda Broderick）率先应用消费者外族中心主义 (consumer xenocentrism, CX) 概念来描述一些消费者对外国商品的偏好，即使国内商品在质量或功能性上相似或更好。研究人员通过对大量文献进行分析，表明在前殖民地往往有更多的消费者外族中心主义倾向，因为当地人已经被“调教”成倾向于认为“外国”的产品更好。消费者外族中心主义的一个后果是，它将对当地工业和生活水平的下降产生负效应，因为贫穷的消费者会购买（通常）更昂贵的外国产品。消费者的尤其是在当地精英中产生的外族中心主义，会降低对本地制造业的信心和自豪感，这可能导致本地工业的损失和购买选择的减少（特别是传统类型的商品），同时也有可能会助长对外国产品的依赖。 Mueller、Wang、Liu 和 Cui等学者将这一概念应用于中国，并表明消费者外族中心主义并不是一个新现象。研究还表明，当消费者外族中心主义增长过快时，“保护主义”的心态将会导致消费钟摆将向消费者民族中心主义（民族主义）摆回。
史蒂文·詹姆斯·劳伦斯 (Steven James Lawrence) 在他的博士论文中指出，外族中心主义可能会对消费者做出购买决定产生影响，因为他们可能“对来自其群体之外的产品有好感”。 

## 延伸阅读
- Merton, Robert K. . American Journal of Sociology. 1972, 78 (1): 9–47. JSTOR 2776569. S2CID 143276240. doi:10.1086/225294.